# 板橋区立上板橋第三中学校
板橋区立上板橋第三中学校（いたばしくりつ かみいいたばしだいさん ちゅうがっこう）は、東京都板橋区にある公立中学校である。

## 沿革
（沿革節の主要な出典は公式サイト）
- 1949年10月1日 : 学校開設（事務所: 上板橋第四小内）。三宮宇佐彦が初代校長に就任。
- 1950年
  - 1月7日 : 新校舎完成（9教室、付属室）、上板橋第四小より移転。
  - 1月10日 : 開校式挙行。
- 1951年1月8日 : 校旗制定[2]。
- 1953年11月1日 : 校歌制定[2]。（作詞：勝承夫、作曲：中田喜直）
- 1961年12年11日 : 鉄筋第一期工事（普通教室6、体育館、図書室、技術室、理科室、管理室他）完了。
- 1962年5月7日 : 鉄筋第二期工事（普通教室6）完了。
- 1963年2月12日 : 鉄筋第三期工事（普通教室4）完了。
- 1971年12月4日 : 鉄筋第四期工事（普通教室3、特別教室1、屋上プール1、体育館ステージ）完了。
- 1978年12月12日 : 特別教室（金工、理科、LL、音楽）増築工事完了。
- 1979年10月12日 : 創立三十周年記念式典挙行。
- 1883年3月14日 : 校舎増築（普通教室2、美術室、被服室、保健室他7室）工事完了。防火扉改装。
- 2010年8月25日 : 耐震補強工事（校舎、体育館等）完了。
- 2016年2月2日 : 体育館非構造部耐震化改修工事完了。

## 学校の教育目標
- 心身ともに健康な人
- 知性と感性に富んだ人
- 人間性豊かな人

## 校地・校舎
- 校地 - 7498 m2
- 延べ床面積 - 5960 m2
- 構造 - 鉄筋コンクリート造4階建（一部3階）
- 普通教室13、特別教室21、管理室14、図書室1、保健室1、体育館、プール（屋上）

## 部活動
以下は2018年度時点のもの。
- 野球（男子）
  - 活動日 - 月火水金(土)(日)
  - 朝練習→木
  - 活動場所 - 校庭、近隣野球場他
- サッカー（男子）
  - 活動日 - 火木金(土)(日)
  - 活動場所 - 校庭
- 男子ソフトテニス
  - 活動日 - 月木金(土)(日)
  - 活動場所 - 校庭、平和公園
- 女子ソフトテニス
  - 活動日 - 月木金(土)(日)
  - 活動場所 - 校庭、平和公園
- 男子バスケットボール
  - 活動日 - 火木金(土)(日)
  - 活動場所 - 体育館、平和公園
- バドミントン（男女）
  - 活動日 - 月水金(土)(日)
  - 活動場所 - 体育館、平和公園
- 剣道（男女）
  - 活動日 - 月(木)金(土)
  - 活動場所 - 体育館
- 卓球（男女）
  - 活動日 - 火(水)金(土)(日)
  - 活動場所 - 卓球室、廊下
- 陸上競技（男女）
  - 活動日 - 月火木金土(日)
  - 朝練習→(月)火金
  - 活動場所 - 校庭、平和公園
- 一組（男女）
  - 活動日 - 朝練習→水金
  - 活動場所 - 校庭、一組教室、体育館
  - 一組の生徒のみ参加可
- 演劇（男女）
  - 活動日 - 月水(木)金
  - 活動場所 - 金工室
- 吹奏楽（男女）
  - 活動日 - 月火木金(土)(日)
  - 活動場所 - 第一音楽室、第二音楽室
- パソコン（男女）
  - 活動日 - 月火金(土)
  - 活動場所 - パソコン室
- 美術（男女）
  - 活動日 - 火金
  - 活動場所 - 美術室
- 生活文化（男女）
  - 活動日 - 月木
  - 活動場所 - 被服室、調理室
  - 2、3年生からの編入不可

## 委員会活動
- 生徒会役員
  - 任期 - 1年
  - 人数 - 会長・1、副会長・2、総務・4
- 学級委員会
- 生活委員会
- 美化委員会
- 保健給食委員会
- 図書委員会
- 放送委員会

すべて任期は前期（4月〜10月）と後期（10月〜3月）で人数は各学級男女各1名。ただし、生徒会役員は10月から翌年10月までの一年間が任期となる。

## 特別支援学級
上板橋第三中学校の特別支援学級は「一組」として扱われており、全学年で同じ教室を使用している。また、各学年につき担任教員が2人いるので手厚いサポート受けることができる。

## 年間行事
2018年度現在での年間行事は以下の通り。
- 4月
  - 入学式
  - 1組連合遠足
- 5月
  - 離任式
  - 身体計測・スポーツテスト
  - 若鳩運動会
  - 中間考査
- 6月
  - 修学旅行(3)
  - 期末考査
- 7月
  - 終業式
- 9月
  - 始業式
  - 職場体験(2)
  - 生徒会役員選挙
- 10月
  - 中間考査
  - 若鳩合唱祭
  - 若鳩舞台発表会
- 11月
  - 校外学習(2)
  - 期末考査
- 12月
  - 終業式
- 1月
  - 始業式
  - 若鳩作品展
  - スキー教室(2)
  - 校外学習(1)
- 2月
  - 学年末考査
- 3月
  - 球技大会
  - 百人一首大会
  - 卒業式
  - 修了式

- 例年、1年生の校外学習は「都内巡り」で2年生の校外学習は「鎌倉」である。
- 3年生の修学旅行は例年「奈良・京都」である。
- 10月に行われる「若鳩合唱祭」は例年「板橋区立文化会館」で開催される。
- 1月のスキー教室は例年「板橋区立 八ヶ岳少年自然の家」で行う。

## 通学区域
- 常盤台三丁目
- 常盤台四丁目
- 南常盤台二丁目
- 東新町一丁目1番から20番まで
- 上板橋一丁目1番から17番まで
- 上板橋三丁目
- 前野町二丁目9番から29番まで・40番から48番まで
- 前野町三丁目12番から23番まで
- 前野町六丁目1番から9番まで・13番から37番まで・49番・50番

## 交通
- 東武東上線 - 上板橋駅から徒歩約8分、ときわ台駅から約12分